# Bystřice nad Pernštejnem

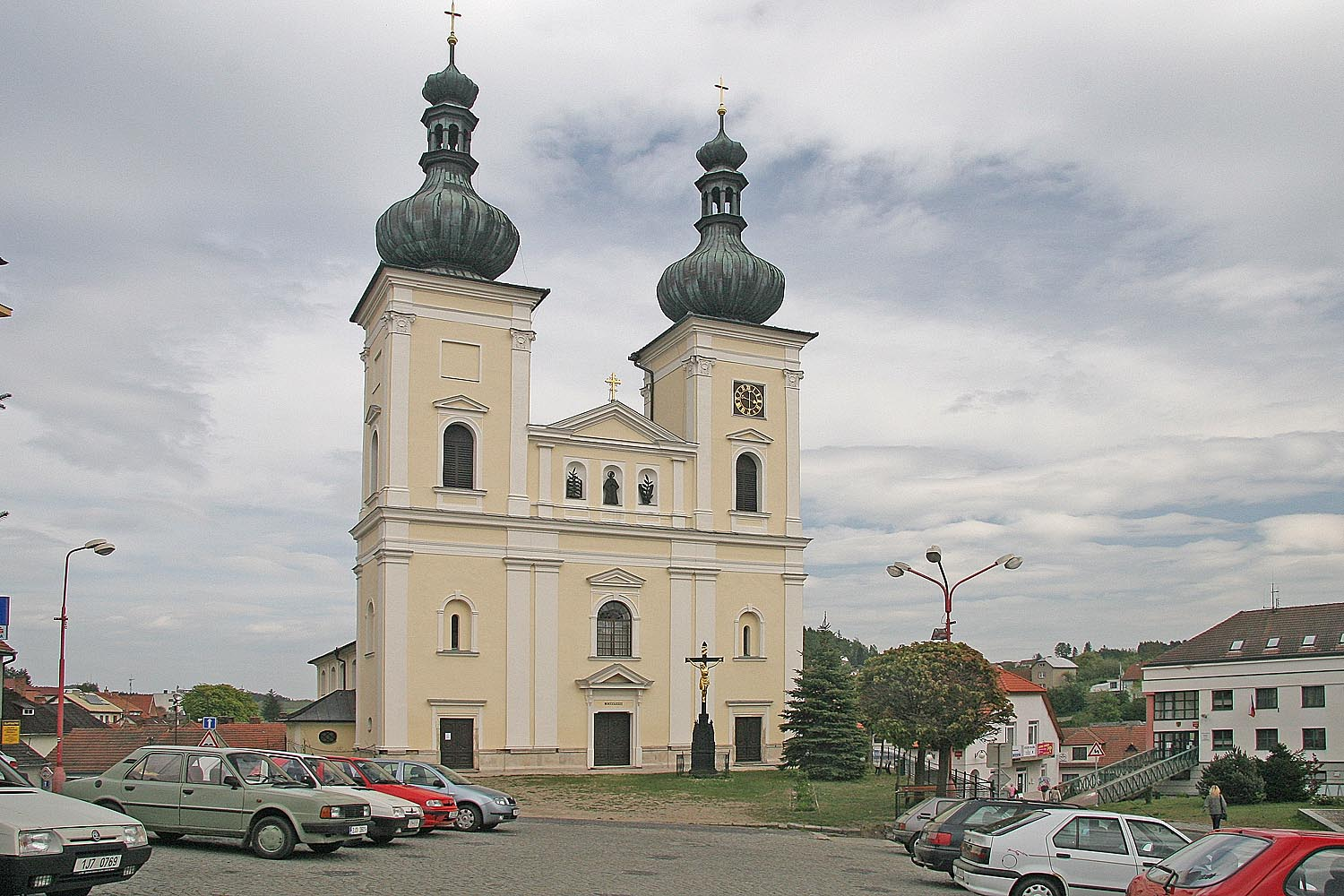
Kirche St. Lorenz

Bystřice nad Pernštejnem (deutsch Bistritz ob Pernstein, älter auch Wistritz) ist eine Stadt mit 8444 Einwohnern an der Bystřice in der Region Vysočina in Tschechien. Den Zusatz nad Pernštejnem erhielt die Stadt 1925.

## Etymologie des Ortsnamens
Der Ort wurde am Flüsschen Bystřice (Wildbach oder Sturzbach) gegründet. Später erhielt der Ortsname einen Zusatz, um ihn von anderen Gemeinden gleichen Namens zu unterscheiden. Dieser Zusatz weist auf die lange Zugehörigkeit zum Besitz des Adelsgeschlechts der Pernsteiner hin. Burg Pernštejn liegt nur etwa elf Kilometer südlich. Lange Zeit wurde die Beschreibung „blíž hradu Pernštejna“ (in der Nähe der Burg Pernštejn) verwendet.
Seit dem Jahr 1881 lautete die Ortsbezeichnung Města Bystritz ob. Pernstein – Bystřice nad Pernštýnem. Seit 1925 lautet der Namenszusatz nad Pernštejnem.

## Geschichte
Gegründet wurde die Stadt im 13. Jahrhundert von dem Geschlecht der Pernstein, urkundlich erstmals erwähnt 1298, die sich aber auf eine ältere Urkunde aus dem Jahr 1238 beruft. Im Laufe der Zeit wurde Bystřice zum Verwaltungs- und Handelszentrum der Region. 1348 erfolgte die Erhebung zur Stadt und 110 Jahre später wurde das Marktrecht verliehen.
Nach dem Aussterben der Pernsteiner wechselte die Stadt mehrmals die Besitzer und die blühende Wirtschaft kam zum Erliegen. Während des Dreißigjährigen Krieges wurde die Stadt völlig verwüstet.
Im 19. Jahrhundert kam es zum neuerlichen Aufschwung, als sich in der Stadt Handwerker niederließen. In der Neuzeit erblühte das Wirtschaftsgeschehen mit dem Anschluss an die Eisenbahnlinie 1905 und dem Uranabbau Ende der 1950er Jahre.

## Bevölkerung

### Entwicklung der Bevölkerungszahlen
Mit dem Beginn des Uranabbaus in der Umgebung kam es ab der Mitte der 1950er Jahre auch in Bystřice nad Pernštejnem zu einer starken Nachfrage nach Wohnraum, so dass zwei neue Siedlungen gebaut wurden. Die Einwohnerzahl stieg dadurch auf ca. 8600 an.
Für die Jahre um die Jahrtausendwende wurden folgende Einwohnerzahlen gemeldet:
| Datum | Einwohner |
| ----- | --------- |
| 1994  | 9.304     |
| 2000  | 9.195     |
| 2005  | 8.949     |
| 2007  | 8.793     |

Es herrscht ein geringer Männerüberschuss (Volkszählung des Jahres 2000). Im Zeitraum von 1995 bis 2007 war die Geburtenbilanz positiv, das heißt, es wurden fast durchweg mehr Geburten als Sterbefälle verzeichnet.

### Religionszugehörigkeit
- Konfessionslos: 40,4 %
- Mitglied einer Religionsgemeinschaft 43,5 %
  - Römisch-katholisch: 37,3 %
  - Evangelische Kirche der Böhmischen Brüder: 3,6 %

Die Zahlen sind allerdings mit einer gewissen Unsicherheit behaftet, denn in 16,1 % der Fälle ist die Religionszugehörigkeit ungeklärt.

## Wappen
Der älteste bekannte Abdruck des Gemeindewappens stammt aus dem Jahr 1490. Es zeigt den Mährischen Adler. Im Rahmen der Stadterhebung wurde der Gemeinde im Jahr 1590 ein neues Wappen zugeteilt, es wird in unveränderter Form bis heute verwendet. Der goldene Untergrund wird durch einen blauen senkrechten Balken in zwei Felder unterteilt. Im rechten Feld befindet sich die rechte Hälfte eines Auerochsenkopfes mit goldenem Nasenring, das linke Feld zeigt die linke Hälfte eines nach links blickenden Adlers.

## Sehenswürdigkeiten

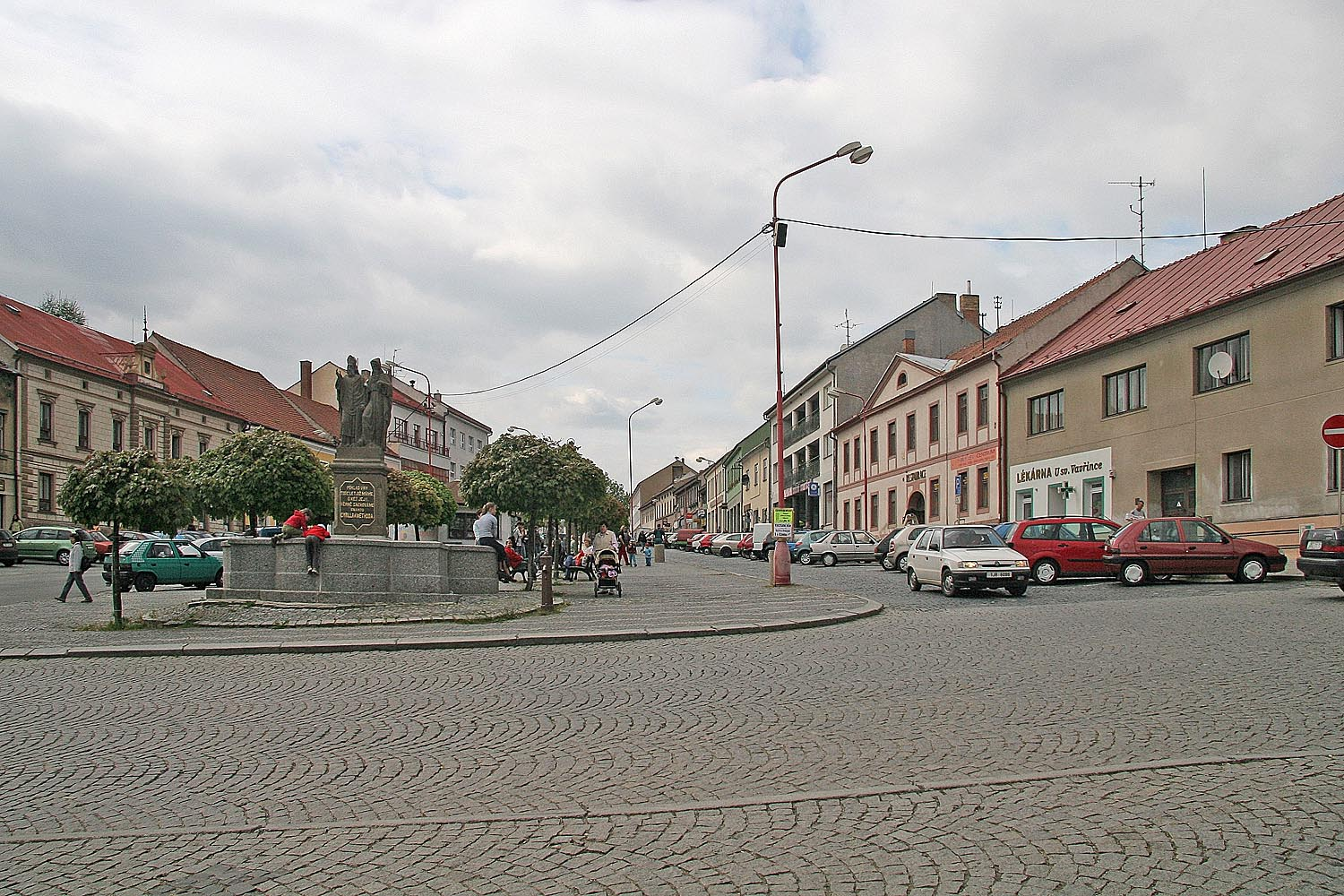
Hauptplatz mit Ansicht auf den Ring und Kyril und Method

- St.-Lorenz-Kirche, ursprünglich frühgotische Kirche aus dem 13. Jahrhundert
- Kirche der Heiligen Dreifaltigkeit, erbaut 1615 im Renaissancestil
- Barock-Kapelle St. Anne, erbaut 1749.
- Brunnen mit den Plastiken von Kyril und Method auf dem Marktplatz (1845)

## Stadtgliederung
Die Stadt Bystřice nad Pernštejnem besteht aus den Ortsteilen Bratrušín (Bratruschin), Bystřice nad Pernštejnem, Divišov (Diwischau), Domanín (Domanin), Domanínek (Kleindomanin), Dvořiště (Dworschischt), Karasín (Karasein), Kozlov (Koslau), Lesoňovice (Lesenowitz), Pivonice (Piwonitz), Rovné (Rowney) und Vítochov (Witochau), die zugleich auch Katastralbezirke bilden.
Grundsiedlungseinheiten sind Beranka, Bratrušín, Bystřice nad Pernštejnem-střed, Černý vršek, Divišov, Domanín, Domanínek, Dvořiště, Forota, Jižní svahy, Karasín, Kopaniny, Kozlov, Lesoňovice, Nový Dvůr, Ochoza, Pivonice, Rácová, Rovné, Suchý kopec, Vítochov und Voldán.

## Städtepartnerschaften
- Boguchwała, Polen
- Crimmitschau, Deutschland
- Mád, Ungarn
- Vranov nad Topľou, Slowakei[10]

## Wirtschaft und Infrastruktur
In Bystřice befindet sich das Produktionswerk des Werkzeugherstellers Wera Werkzeuge.

## Söhne und Töchter der Stadt
- Izaiáš Cibulka (ca. 1533–1582), (Mit-)Übersetzer der Kralitzer Bibel
- Antonín Boček (1802–1847), mährischer Archivar und Historiker
- Karel Šmídek (1818–1878), Philosoph und Pädagoge
- Gustav Pfleger Moravský (1833–1875), Schriftsteller
- František Šťastný (1836–1908), Begründer des Tourismus in Vír und im Tal der Bystřice
- Franiček Veselý (1862–1923), Arzt, Balneologe, Gründer des Kurbads Luhačovice
- Otto Eisler (1893–1968), Architekt
- Miloslav Ištvan (1928–1990), Komponist und Pianist
- Zdeněk Kolář (* 1996), Tennisspieler